# Актабан
Актаба́н (рос. Актабан) — село у складі Петуховського округу Курганської області, Росія.
Населення — 574 особи (2010, 739 у 2002).
Національний склад станом на 2002 рік:
- росіяни — 93 %